# 維苗蘇
41°35′1″N 6°31′42″W / 41.58361°N 6.52833°W

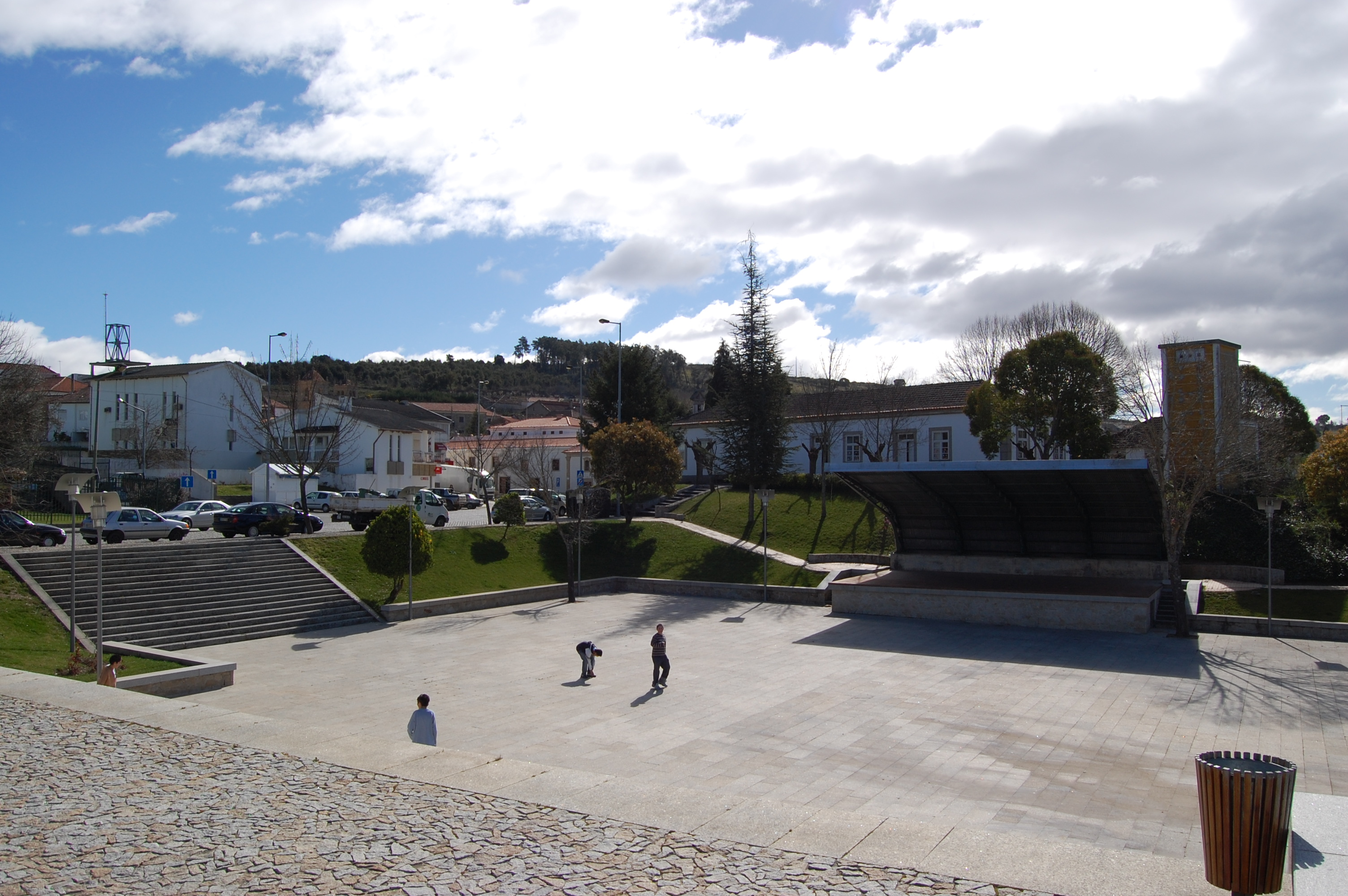

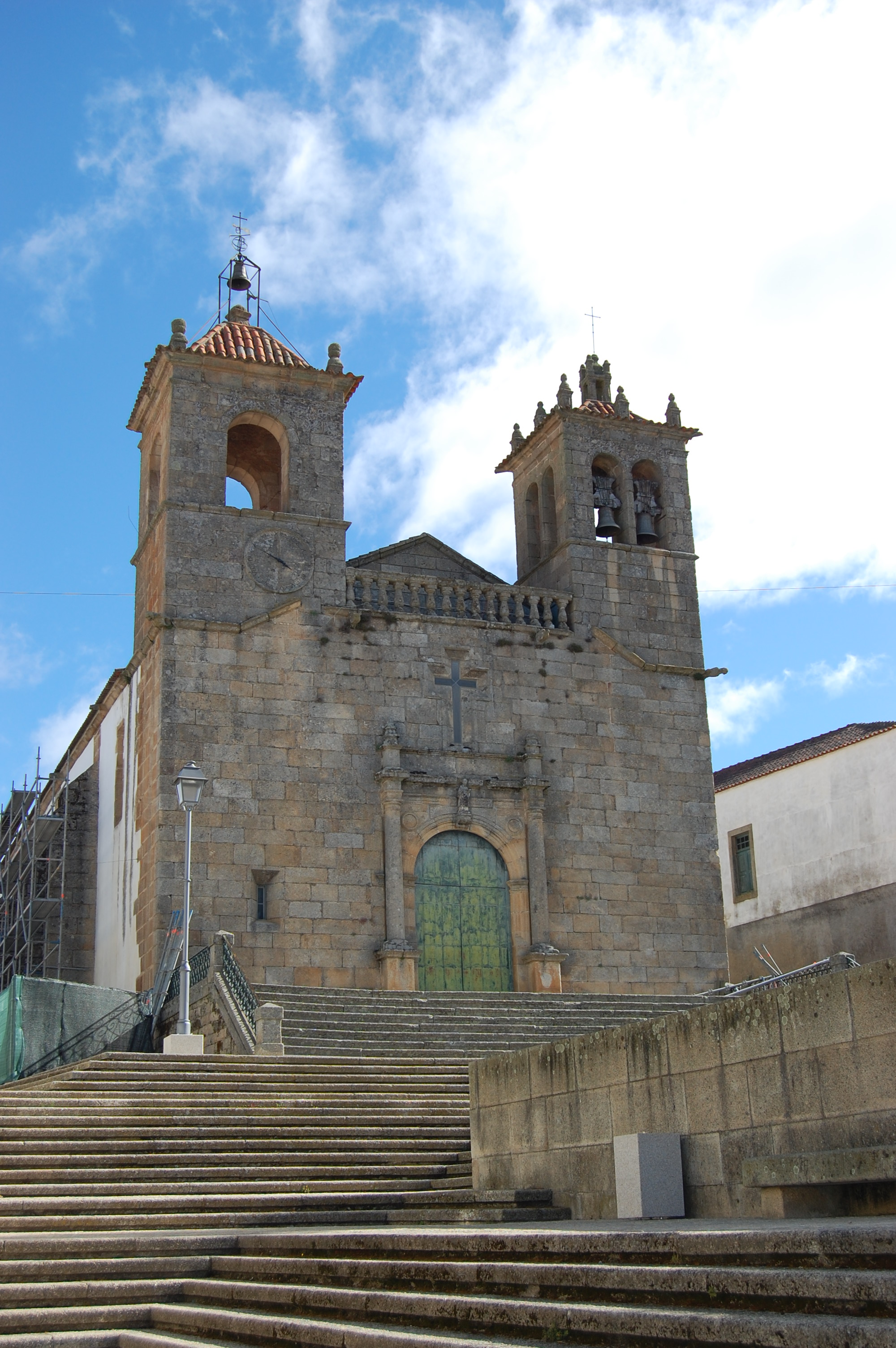

維苗蘇（葡萄牙语：Vimioso）是葡萄牙的城鎮，位於該國東北部，由布拉干薩區負責管轄，面積481.59平方公里，海拔高度668米，2011年人口4,669，人口密度每平方公里9.7人。